# إدوارد جوي موريس
إدوارد جوي موريس (بالإنجليزية: Edward Joy Morris) هو دبلوماسي ومحامي وسياسي أمريكي، ولد في 16 يوليو 1815 في فيلادلفيا في الولايات المتحدة، وتوفي في 31 أكتوبر 1881. حزبياً، نشط في الحزب الجمهوري. وقد انتخب عضو مجلس نواب بنسيلفانيا وانتخب عضو مجلس النواب الأمريكي.